# Widłoząb Bergera
Widłoząb Bergera (Dicranum undulatum Schrad. ex Brid.) – gatunek mchu należący do rodziny widłozębowatych (Dicranaceae Schimp.).

## Rozmieszczenie geograficzne
Występuje w Europie, na Syberii oraz w Ameryce Północnej. Odnotowany w stanie Sikkim (Indie). W Polsce występuje w Tatrach, Bieszczadach i Sudetach oraz na Pojezierzu Mazurskim i Pomorskim.

## Morfologia
GametofitDarnie zbite, żółtozielone, często wśród torfowców. Mech ortotropowy o łodygach o długości nawet ponad 10 cm, ku dołowi okrytych rdzawymi chwytnikami. Liście proste lub bardzo słabo zgięte, podłużnie lancetowate, nieregularnie odlegle ząbkowane. W stanie suchym są lekko poprzecznie fałdowane. Żebro kończy się przed szczytem.
SporofitPuszka jest silnie zgięta, żółtozielona, w stanie suchym podłużnie żeberkowana.

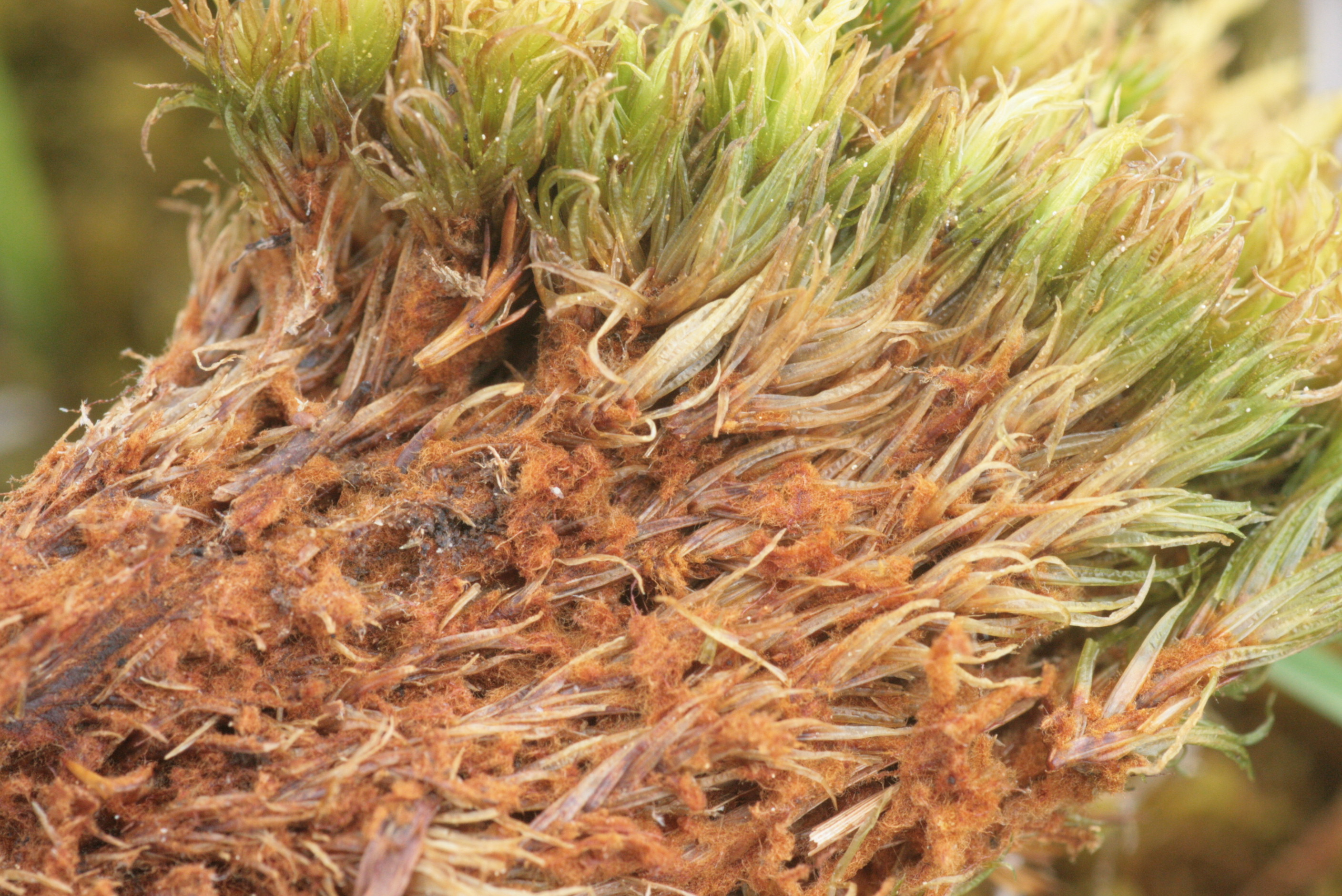
Łodyżki
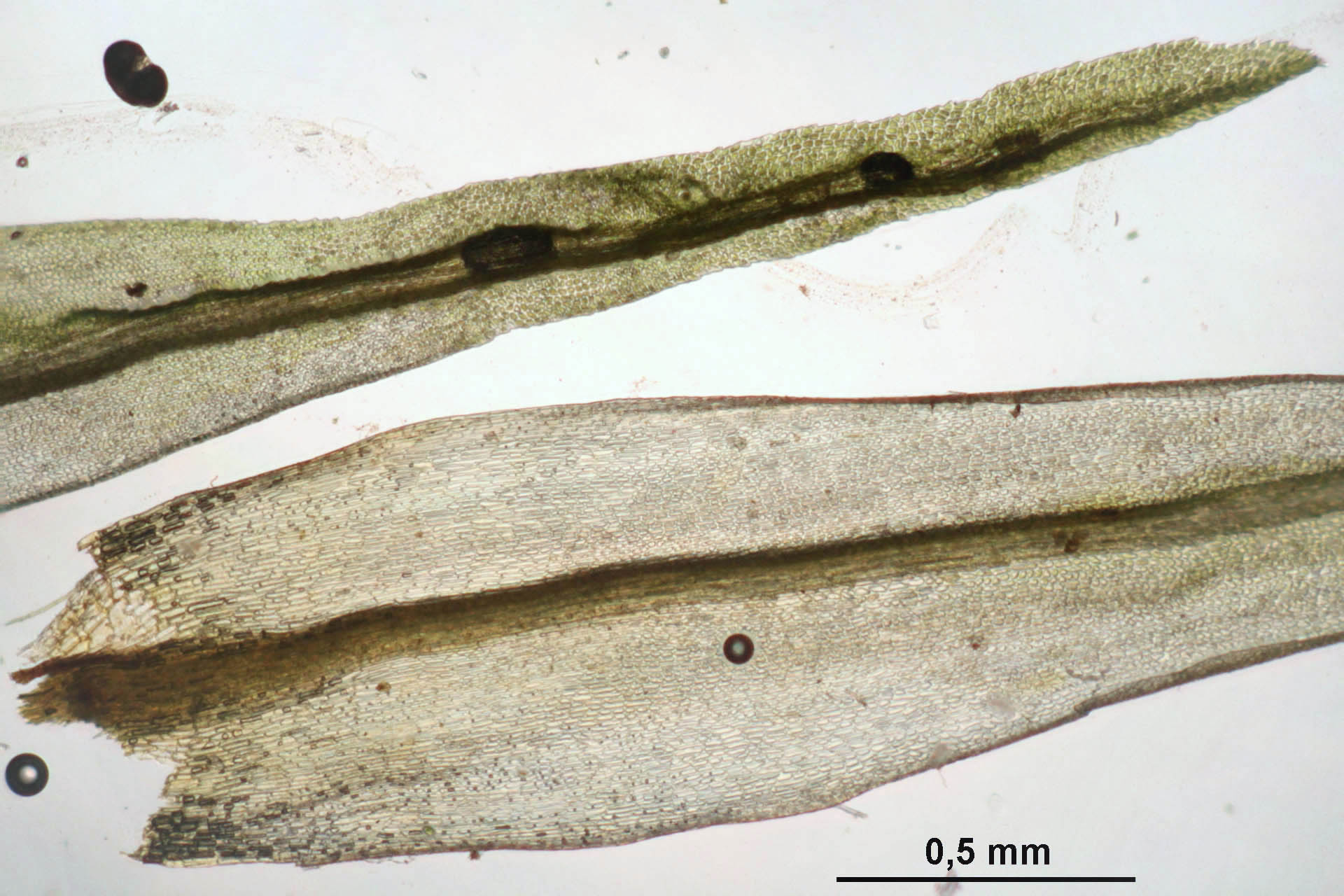
Listki

## Ekologia
Występuje na torfowiskach wysokich i w wilgotnych lasach.

## Systematyka i nazewnictwo
Synonimy według The Plant List: Dicranum affine Funck, D. bergeri Blandow, D. pseudobergeri Dixon & Sakurai, D. stenodictyon Kindb. Jako synonimy tego gatunku traktowane bywają także: D. fastigiatum Schultz (uznawany przez TPL za odrębny gatunek), D. schraderi Müll. Hal.

## Zagrożenia i ochrona
Roślina objęta w Polsce ścisłą ochroną gatunkową od 2004 roku. 